# Sowing the Wind (1921)
Sowing the Wind is een Amerikaanse dramafilm uit 1921 onder regie van John M. Stahl. Het scenario is gebaseerd op het gelijknamige toneelstuk uit 1893 van de Britse auteur Sydney Grundy. Destijds werd de film in Nederland uitgebracht onder de titel Wie wind zaait, zal storm oogsten.

## Verhaal
Rosamond Athelstane is opgegroeid in een klooster zonder te beseffen dat haar voogd in feite haar moeder is. Wanneer Rosamond erachter komt dat zij de eigenares is van een goktent, is ze zo onthutst over haar zondige leven dat ze meteen alle banden verbreekt. Later wordt Rosamond een gevierd actrice. Ze wordt verliefd op Ned Annesley, maar ze beseft niet dat hij de adoptiezoon is van Brabazon, haar vader die ze nooit heeft gekend.

## Rolverdeling
| Acteur           | Personage           |
| ---------------- | ------------------- |
| Anita Stewart    | Rosamund Athelstane |
| James Morrison   | Ned Brabazon        |
| Myrtle Stedman   | Baby Brabant        |
| Ralph Lewis      | Brabazon            |
| William V. Mong  | Watkins             |
| Josef Swickard   | Petworth            |
| Ben Deeley       | Griffier            |
| Harry Northrup   |                     |
| Margaret Landis  |                     |
| William Clifford |                     |